# Schistura tigrinum
Schistura tigrinum är en fiskart som beskrevs av Vishwanath och Nebeshwar Sharma 2005. Schistura tigrinum ingår i släktet Schistura och familjen grönlingsfiskar. IUCN kategoriserar arten globalt som starkt hotad. Inga underarter finns listade i Catalogue of Life.